# Липчанка
Липчанка — село в Богучарском районе Воронежской области.
Административный центр Липчанского сельского поселения.

## География
Расположено в 18 км к юго-западу от Богучара, на реке Левая Богучарка.

### Улицы
- ул. 50 лет Победы,
- ул. Кирова,
- ул. Луговая,
- ул. Пушкина,
- ул. Садовая.

## Население
| 1859 | 1897  | 2000 | 2005 | 2010 |
| ---- | ----- | ---- | ---- | ---- |
| 1111 | ↗1576 | ↘949 | ↘904 | ↘809 |

## История
Возникло во 2-й половине XVIII века, как хутор слободы Богучар. Заселялся также запорожскими казаками. В 1875 г. построена церковь Иоанна Богослова, хутор приобретает статус села. Советская власть в селе установлена в марте 1918 года. В 1929 г. создан колхоз «Страна советов». В 1950 году на базе колхозов «Прогресс» (часть села Радченское) и «Страна Советов» создан укрупненный колхоз имени Жданова. В разные годы в состав села влились хутора Поповка, Жохов и Чумачивка.